# التمييز في الإقراض
التمييز في الإقراض أو التمييز في منح القروض (في الإنجليزية: Mortgage discrimination)، هو الممارسة التي تقوم بها المصارف أو الحكومات أو مؤسسات الإقراض الأخرى، عند رفضها إقراض مجموعة أو أكثر من الأشخاص بسبب العرق أو الأصل العرقي (الإثنية) أو الجنس أو الدين.
وقعت حالات من التمييز في الإقراض في أحياء المدن الداخلية للولايات المتحدة الأمريكية منذ ثلاثينيات القرن الماضي، وهناك أدلة على أن هذه الممارسة لا تزال مستمرة إلى درجة ما في الولايات المتحدة اليوم.
قامت البنوك في الولايات المتحدة بممارسات تتضمن الحرمان أو رفض الخدمات المالية -بما في ذلك الخدمات المصرفية والتأمين، لسكان بعض المناطق بناءً على التكوين العرقي أو الإثني لتلك المناطق، إمّا بشكل مباشر أو من خلال رفع الأسعار بشكل انتقائي.

## خلفية
كان من المستحيل تقريبًا للأمريكيين من أصل أفريقي والأقليات الأخرى الحصول على قروض لممتلكات تقع في المناطق المؤطرة بالأحمر، وقد كان الحرمان المنهجي من القروض مساهمًا رئيسيًا في الانحطاط الحضري الذي أصاب العديد من المدن الأمريكية خلال هذه الفترة الزمنية.
ظلت الأقليات التي حاولت شراء المنازل تواجه التمييز المباشر من مؤسسات الإقراض حتى أواخر التسعينات، ولم تكن هذه الفروق بسبب اختلافات في الجدارة الائتمانية، فمع ثبات العوامل الأخرى، كانت معدلات الرفض للمتقدمين من السود ومن ذوي الأصول الإسبانية أكثر بنحو 1.6 مرة مقارنةً بالبيض في عام 1995.
تحسنت العدالة في الإقراض بعد قانون الكشف عن الرهن العقاري الصادر عام 1975، فهو يدعو البنوك للإفصاح عن ممارسات الإقراض في المجتمعات التي تخدمها، إذ بدأ القطاع الخاص في السبعينيات في مكافحة التمييز في الإقراض بقيادة بنوك التنمية المجتمعية -مثل شوربانك في شيكاغو.

## في العصر الحديث
قُدِّمَت العديد من دعاوى التمييز في الإقراض ضد المقرضين في جميع أنحاء الولايات المتحدة، مع الادعاء بأن هؤلاء المقرضين استهدفوا بشكل غير متناسب الأقليات بقروض غير مضمونة عالية التكلفة والخطر، مما أدى إلى ارتفاع غير متناسب في معدلات التخلف عن السداد والعجز لدى المقترضين الأمريكيين من أصل أفريقي وإسباني.
استهدف برنامج الإقراض الفيدرالي (FHA) الأغلبية البيضاء، بينما لم يصل إلّا إلى قلة من الأقليات، وفي دراسة أجريت في سيراكوز بين عامي 1996 و 2000، تبين أنه من أصل 2169 قرض مسجل، فقط 29 أو 1.3٪ ذهبت إلى الأحياء التي تقطنها الأقليات، مقارنةً بـ 1694 أو 78.1٪ ذهبت إلى الأحياء البيضاء.
لعب التمييز في مجال الرهن دورًا هامًا في الفقاعة العقارية التي اندلعت خلال الجزء الأخير من عام 2008، إذ تبين أن الأقليات كانت موجهة من قبل المقرضين نحو قروض غير مضمونة.
أجرى الرئيس بيل كلينتون في عام 1993 تغييراتٍ على قانون إعادة الاستثمار المجتمعي، الأمر الذي جعل حصول الطبقات الوسطى والدنيا على القروض ممكنًا، فقد أصدر البنك الفيدرالي لبوسطن في عام 1993 تقريرًا بعنوان «إغلاق الفجوة: الدليل لتكافؤ فرص الإقراض». كانت الوثيقة المكونة من 30 صفحة تهدف للعمل كدليل لموظفي القروض للحد من الإقراض التمييزي.
قدمت الجمعية الوطنية للنهوض بالملونين في الآونة الأخيرة دعوى قضائية بشأن الظلم المزعوم في مجال القروض، فقد أوضح تحليل أجراه مركز فورمان (N.Y.U.'s Furman Center) فارقًا عنصريًا صارخًا بين أحياء مدينة نيويورك، حيث كانت الرهون العقارية غير المضمونة وعالية المخاطر شائعة في بعضها ونادرة في أخرى.
قامت أحد الدراسات -بتفويض من الاتحاد الأمريكي للحريات المدنية- بدراسة التأثير المحتمل للإقراض التمييزي المؤدي إلى الأزمة المالية على فجوة الثروة العرقية للجيل القادم، ووجدت أن الأسر البيضاء –من بين الأسر التي تملك منازل- قد بدأت بالانتعاش من أسوأ آثار الركود الكبير، بينما الأسر السوداء لا تزال تكافح من أجل تعويض ما خسرته. وتوقع التحليل أن تكون فجوة الثروة العرقية أكبر بكثير في الجيل التالي بسبب الأثر المتباين للركود الكبير.

### التأطير الأحمر العكسي
صاغ هذا المصطلح أستاذ علم الاجتماع غريغوري دي. سكوايرز، إذ تصف هذه الظاهرة استهداف المقرضين للمستهلكين من الأقليات بشكل خاص، وليس حرمانهم من القروض أو التأمين، عوضًا عن ذلك، يجعلونهم يسددون رسومًا أكثر من تلك التي يسددها المستهلك الذي ينتمي للأغلبية، بتسويق القروض المكلفة والصعبة لهم.
تجاهل معظم المقرضين هذه المجتمعات إلى حد كبير قبل بضعة عقود فقط، إلا أن هذه المؤسسات المالية نفسها أصبحت ترى مجتمعات السود أرضًا خصبة للقروض غير المضمونة. على سبيل المثال، اشتركت ويلز فارغو مع الكنائس في المجتمعات السوداء، بحيث يقوم القس بإلقاء حلقات دراسية حول «بناء الثروة» في خطبهم، وسيقوم البنك بتقديم تبرع للكنيسة مقابل كل طلب رهن جديد.
توصّل مسح لمقاطعتين بمستوى دخول متشابه، أحدهما بغالبية بيضاء وآخر بغالبية سوداء، إلى أن الفروع في المجتمعات السوداء عرضت قروضًا غير مضمونة كثيرة، دون أي قروض جيدة تقريبًا، كما وجدت الدراسات أن السود ذوي الدخل المرتفع كانوا أكثر عرضة للانتهاء بقروض غير مضمونة بمقدار الضعف مقارنةً بالبيض ذوي الدخل المنخفض.
```
كان المسؤولون عن القروض يدركون بوضوح أنهم يستغلون عملائهم، وفي بعض الحالات يشيرون إلى السود على أنهم «أناس طينيون» وإلى القروض بصفة «قروض المعدمين»، وقد يساعد انخفاض معدل الادخار وانعدام الثقة في البنوك الناشئة عن التأطير الأحمر في تفسير سبب وجود عدد أقل من الفروع في أحياء الأقليات. وفي السنوات الأخيرة، عند عدم سعي المقترضين للقروض غير المضمونة، قام السماسرة والمسوقون عبر الهاتف بعرضها عليهم بنشاط، وقد كانت معظم القروض عبارة عن صفقات إعادة تمويل تسمح لمالكي المنازل بالحصول على أموال نقدية من ممتلكاتهم القيمة، أو سداد ديون بطاقات الائتمان والديون الأخرى.
[
16
]
```

بدأ العديد من وكلاء النيابة العامة التحقيق في هذه الممارسات التي قد تنتهك قوانين الإقراض العادل، كما رفعت جمعية النهوض بالمثليين دعوى قضائية جماعية بتهمة التمييز العنصري المنهجي من قبل أكثر من اثني عشر بنكًا، وقد قوبلت هذه الدعاوى ببعض النجاح.

#### احتلوا بيوتنا
يُذكَر «التأطير الأحمر العكسي» كمبرر لحركة «احتلوا بيوتنا»، حيث يخيم المحتجون في منزل محجوز الرهن للحصول على تنازلات من المقرض، مثل تأخير الطرد أو الإخلاء.

## القوانين

### قانون تكافؤ الفرص الائتمانية
بموجب قانون تكافؤ الفرص الائتمانية (ECOA)، لا يجوز للدائن التمييز ضد مقدم الطلب بناءً على العرق أو اللون أو الأصل القومي لمقدم الطلب «فيما يتعلق بأي جانب من جوانب معاملة الائتمان». 15 قانون الولايات المتحدة- القسم 1691.

### قانون الإسكان العادل
بموجب قانون الإسكان العادل (FHA) -الباب الثامن من قانون الحقوق المدنية لعام 1968: «من غير القانوني لأي شخص أو كيان آخر يشمل نشاطه التجاري المشاركة في الصفقات المتعلقة بالعقارات السكنية، التمييز ضد أي شخص في هذه الصفقات، أو في أحكام أو شروط هذه الصفقة، بسبب العرق أو اللون أو الدين أو الجنس أو الإعاقة أو الحالة العائلية أو الأصل القومي». 42 قانون الولايات المتحدة- القسم 3605.
على الرغم من عدم ذكر حبس الرهن على وجه التحديد، إلا أن التمييز في "الطريقة التي تحجز بها مؤسسة الإقراض مذكرة الرهن العقاري المتخلفة أو المتأخرة عن السداد» يقع تحت نطاق "أحكام أو شروط القرض".
يتولى «مكتب الإسكان العادل وتكافؤ الفرص» إدارة وتطبيق قانون الإسكان العادل، وأي شخص يشعر أنه يواجه نوع من التمييز في الإقراض، يمكنه أن يحرر شكوى في هذا الشأن.

### المؤسسة الفيدرالية للتأمين على الودائع
أصدرت المؤسسة الفيدرالية للتأمين على الودائع (FDIC) بيانًا بشأن التمييز في الإقراض في 29 أبريل 2004، وذلك اتساقًا مع العديد من السلطات القضائية في جميع أنحاء البلاد، وبالاعتماد الجزئي على دراسة أجراها بنك الاحتياطي الفيدرالي في بوسطن، للتشديد على اتساع نطاق منع السلوك التمييزي في الإقراض بموجب القوانين السابقة، حيث أوضح البيان أن المحاكم ميزت ثلاث طرق لإثبات التمييز في الإقراض بموجب قانون الإسكان العادل، وقانون تكافؤ الفرص الائتمانية، وهذا يتضمن دليل واضح على التمييز؛ عندما يمارس المقرض التمييز بشكل واضح على أساس محظور، دليل على معاملة مختلفة؛ عندما يعامل المقرض مقدمي الطلبات بشكل مختلف بناء على أحد العوامل المحظورة، والدليل على التأثير المتباين؛ عندما يطبق المقرض ممارسة موحدة على كل المتقدمين، ولكن هذه الممارسة تمتلك أثر تمييزي -على أحد الأسس المحظورة- لا تبرره ضرورة العمل.

### قانون الحقوق المدنية لعام 1966
ينص قانون الحقوق المدنية لعام 1966 بصيغته المعدلة: «سيكون لمواطني الولايات المتحدة في كل ولاية وإقليم نفس الحق الذي يتمتع به المواطنون البيض في وراثة، وشراء، وتأجير، وبيع، وحيازة، ونقل العقارات والممتلكات الشخصية». 42 قانون الولايات المتحدة- القسم 1982.